# Municipio de Marion (condado de Mercer, Ohio)
El municipio de Marion (en inglés: Marion Township) es un municipio ubicado en el condado de Mercer en el estado estadounidense de Ohio. En el año 2010 tenía una población de 2970 habitantes y una densidad poblacional de 27,66 personas por km².

## Geografía
El municipio de Marion se encuentra ubicado en las coordenadas 40°23′57″N 84°31′1″O / 40.39917, -84.51694. Según la Oficina del Censo de los Estados Unidos, el municipio tiene una superficie total de 107.36 km², de la cual 107,25 km² corresponden a tierra firme y (0,1 %) 0,11 km² es agua.

## Demografía
Según el censo de 2010, había 2970 personas residiendo en el municipio de Marion. La densidad de población era de 27,66 hab./km². De los 2970 habitantes, el municipio de Marion estaba compuesto por el 99,53 % blancos, el 0,03 % eran afroamericanos, el 0,1 % eran asiáticos, el 0,2 % eran de otras razas y el 0,13 % eran de una mezcla de razas. Del total de la población el 0,51 % eran hispanos o latinos de cualquier raza.